# Ada (limbaj de programare)
Ada este un limbaj  de programare proiectat pornind de la Pascal în urma evaluării unui mare număr de limbaje de programare. Ada este limbajul obligatoriu impus de Pentagon pentru proiectele software ale Departamentului Apărării a SUA. 
Este denumit după Augusta Ada Byron, contesa de Lovelace, fiica lordului Byron și asistenta lui Charles Babbage, care este considerată primul programator din lume.
Limbajul este orientat spre programare modulară, are o mare elasticitate în ceea ce privește tipurile de date, aduce o abordare nouă pentru tratarea excepțiilor program. Mecanismele de multitasking poartă numele de rendezvous. Implementările pe diverse arhitecturi sunt însoțite și de instrumente de ingineria programării. S-au făcut eforturi deosebite pentru standardizare, norma în vigoare fiind Ada 95. Proiectul deosebit de vast și costisitor care a condus la elaborarea și implementarea acestui limbaj (colectivul care a dezvoltat limbajul a fost condus de Jean Ichbiah), ca și ambiția de a realiza un limbaj adecvat oricărui tip de aplicații fac ca Ada să fie uneori considerat "PL/I al anilor 1980".

## Sintaxă

### "Hello, world!" în Ada
(hello.adb)
```
with
 
Ada.Text_IO
;
 
use
 
Ada.Text_IO
;

procedure
 
Hello
 
is

begin

  
Put_Line
 
(
"Hello, world!"
);

end
 
Hello
;

```

This program can be compiled by using the freely available open source compiler GNAT, by executing
```
gnatmake
 
hello.adb

```